# Corus fasciculosus
Corus fasciculosus là một loài bọ cánh cứng trong họ Cerambycidae.